# Liceida

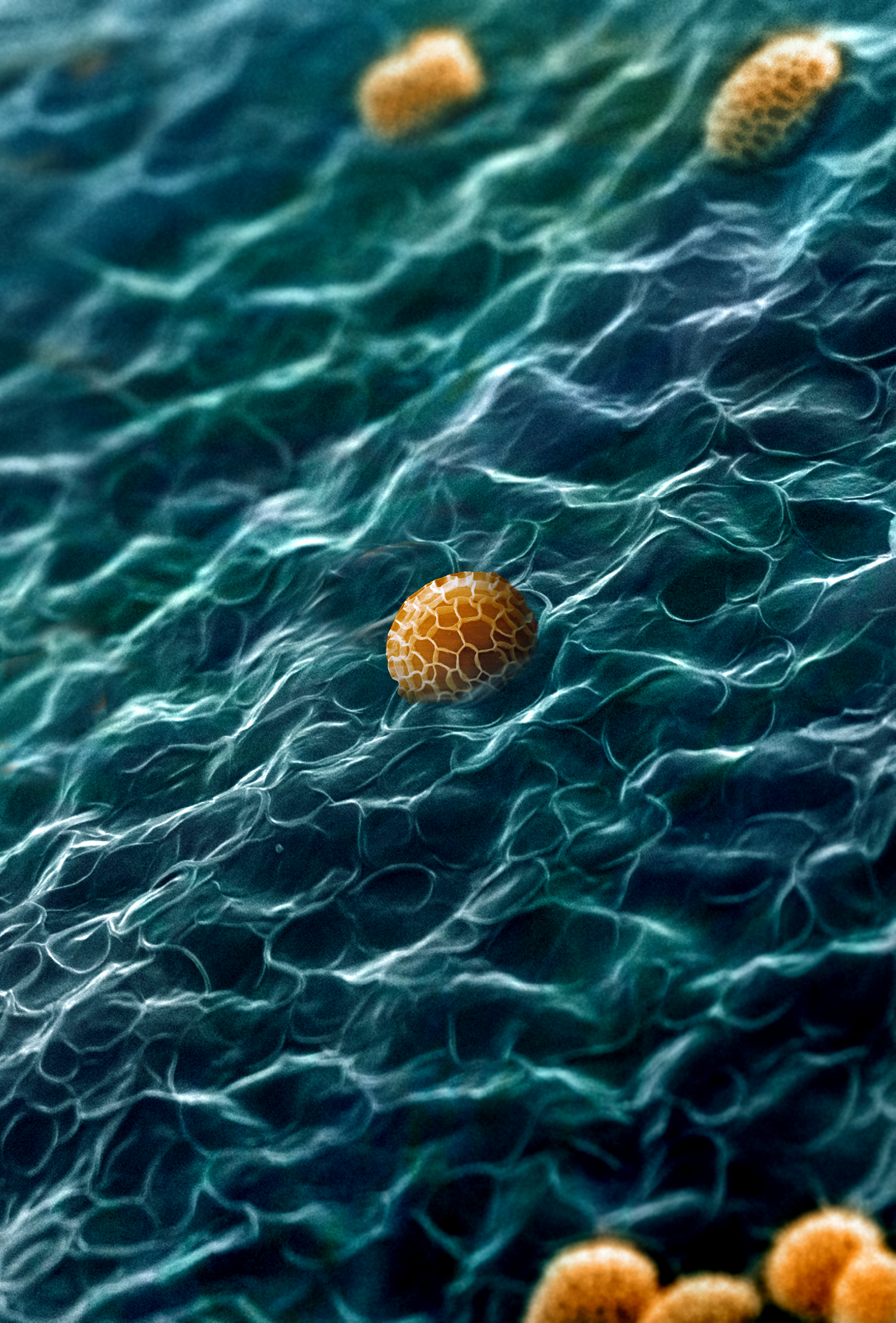
Vista microscòpica d'espores de la Tubifera dudkae

Liceida (també dit Liceales) és un ordre d'Amoebozoa.
Liceida és un ordre de mixomicets adscrit a la subclasse Endospores segons Adolf Engler s'hi inclouen els Cribrarials i els Enteridials.
Es caracteritzen per produir esporangis sense columel·la.

## Sistemàtica
- Família Liceidae
  - Licea
  - Kelleromyxa
    - Kelleromyxa fimicola
- Família Listerellidae
  - Listerella
    - Listerella paradoxa
- Família Enteridiidae
  - Lindbladia
  - Cribraria
  - Dictydium
  - Lycogala
  - Enteridium
  - Dictydiaethalium
  - Tubifera